# Yunlin
Yunlin (chiń. 雲林縣; pinyin Yúnlín Xiàn; pe̍h-ōe-jī Hûn-lîm-kōan) – powiat w zachodniej części Tajwanu. W 2010 roku liczył 717 653 mieszkańców. Siedzibą powiatu jest miasto Douliu.
Symbole powiatu:
- drzewo: cynamonowiec kamforowy
- kwiat: ćmówka
- ptak: kitta modra

## Podział administracyjny
Powiat Yunlin dzieli się na jedno miasto, pięć gmin miejskich i czternaście gmin:
| Nazwa          | Chiński | Populacja (2010) | Powierzchnia (km²) |
| -------------- | ------- | ---------------- | ------------------ |
| Miasta         |         |                  |                    |
| Douliu         | 斗六市  | 106 854          | 93,7151            |
| Gminy miejskie |         |                  |                    |
| Beigang        | 北港鎮  | 43 059           | 41,4999            |
| Dounan         | 斗南鎮  | 47 120           | 48,1505            |
| Huwei          | 虎尾鎮  | 70 025           | 68,742             |
| Tuku           | 土庫鎮  | 30 476           | 49,0212            |
| Xiluo          | 西螺鎮  | 48 502           | 49,7985            |
| Gminy          |         |                  |                    |
| Baozhong       | 褒忠鄉  | 14 251           | 37,0552            |
| Citong         | 莿桐鄉  | 30 477           | 50,8502            |
| Dapi           | 大埤鄉  | 21 234           | 44,9973            |
| Dongshi        | 東勢鄉  | 16 780           | 48,3562            |
| Erlun          | 二崙鄉  | 29 665           | 59,5625            |
| Gukeng         | 古坑鄉  | 34 061           | 166,6059           |
| Kouhu          | 口湖鄉  | 30 392           | 80,4612            |
| Linnei         | 林內鄉  | 19 720           | 37,6035            |
| Lunbei         | 崙背鄉  | 27 350           | 58,484             |
| Mailiao        | 麥寮鄉  | 37 029           | 80,1668            |
| Shuilin        | 水林鄉  | 28 946           | 72,9582            |
| Sihu           | 四湖鄉  | 26 694           | 77,1189            |
| Taixi          | 臺西鄉  | 26 223           | 54,0983            |
| Yuanchang      | 元長鄉  | 28 795           | 71,5872            |